# بنك السياحة
بنك السياحة (بالفارسية: بانک گردشگری) هو بنك إيراني خاص تأسس في عام 2010، ويركز بشكل أساسي على دعم قطاع السياحة في إيران. يقدم البنك مجموعة متنوعة من الخدمات المالية، مع تركيز خاص على تعزيز وتطوير قطاع السياحة في البلاد.

## التاريخ
تم تقديم بنك السياحة لأول مرة في عام 2008 كبنك متخصص في قطاع السياحة. تم تأسيسه من خلال مشروع مشترك بين القطاع الخاص والبنك المركزي الإيراني، وبدأ رسميًا عملياته في عام 2010. في عام 2019، تم إدراج أسهم البنك في بورصة طهران تحت الرمز "GRDZ1".

## الخدمات والمنتجات
يقدم بنك السياحة مجموعة من الخدمات المالية، بما في ذلك تسهيلات الصرف الأجنبي، وإصدار الضمانات البنكية، وفتح خطابات الاعتماد (LCs). كما يقدم البنك خدمات متخصصة للشركات المرتبطة بالسياحة، ويعمل على دعم نمو صناعة السياحة في إيران من خلال المنصات الدولية.

### بطاقة السائح
للنهوض بصناعة السياحة في إيران، قام بنك السياحة بإصدار بطاقة ائتمانية تُعرف بـ "بطاقة السائح." تُتاح هذه البطاقة للزوار غير الإيرانيين عبر وكالات السفر، حيث يمكن للسياح الأجانب شحنها بعملاتهم الخاصة وتحويلها إلى المبلغ المكافئ بالريال الإيراني. بفضل بطاقة السائح، يمكن للمسافرين إجراء المشتريات في إيران دون الحاجة إلى حمل أي مبالغ نقدية.

## العضوية في المنظمات الدولية
في عام 2015، أصبح بنك السياحة عضوًا منتسبًا في منظمة السياحة العالمية التابعة للأمم المتحدة (UNWTO)، ليصبح أول بنك إيراني ينضم إلى هذه المنظمة. من خلال هذه العضوية، يسعى البنك إلى تعزيز التعاون الدولي والانخراط مع الكيانات العالمية ذات الصلة بالسياحة، والاستفادة من فرص الشبكات والتبادل المعرفي.

## العقوبات
في عام 2018، فرضت وزارة الخزانة الأمريكية عقوبات على بنك السياحة بسبب تورطه المزعوم مع فيلق القدس التابع للحرس الثوري الإيراني. واتُهم البنك بتسهيل المعاملات المالية وتقديم الدعم المالي لفيلق القدس، مما أدى إلى إدراجه في قائمة العقوبات الأمريكية. كانت هذه العقوبات جزءًا من جهود أوسع لقطع الوصول إلى النظام المالي الدولي عن الكيانات المرتبطة بالعمليات العسكرية الإيرانية.